# 渡辺直勇
渡辺 直勇（わたなべ なおたけ、1965年6月27日 - ）は、北海道出身の、日本の柔道選手である。階級は95kg超級。現役時代は身長174cm。体重120kg。現在は、金沢学院大学スポーツ科学部スポーツ科学科教授。専門は柔道方法学、コーチ学。

## 経歴
旭川龍谷高校1年の時に1年先輩の野村幸生などとともに活躍して全国高校選手権の団体戦で優勝を飾った。
筑波大学2年の時に、この当時全日本学生柔道連盟と対立関係にあった全柔連傘下の全日本大学柔道連盟が主催する、団体戦の全日本大学柔道大会で優勝した。3年の時は2位だったが、4年の時は再びチームの優勝に貢献した。
1988年には筑波大学大学院へ進学した。1989年の全日本選手権では予想外の活躍で準決勝まで進むも、東海大学4年の関根英之に判定負けを喫したが3位入賞を果たした。1990年の全日本選手権では準々決勝で世界チャンピオンであるJRAの小川直也に支釣込足で敗れるも5位に入った。1991年の全日本選手権では2回戦で名張高校教員である78kg級の堀越英範に背負投で敗れた。
その後、世界選手権で2度メダルを獲得したことのあるバルセロナオリンピック66kg級代表だった藤本涼子と結婚した。引退後は金沢学院大学の准教授となった。また、柔道部の監督にも就任した。
なお、ロンドンオリンピック57㎏級金メダリストの松本薫が金沢学院高校に在籍していた当時、指導にあたっていた。

## 戦績
- 1982年 -　全国高校選手権　団体戦　優勝
- 1985年 -　全日本大学柔道大会　優勝
- 1986年 -　全日本大学柔道大会　2位
- 1987年 -　全日本大学柔道大会　優勝
- 1989年 -　全日本選手権　3位
- 1990年 -　全日本選手権　5位

(出典、JudoInside.com)。